# 林彬 (少将)
林彬（1916年—1994年），原名熊宗存，男，安徽金寨人，中国人民解放军将领、中国人民解放军开国少将。

## 生平
1930年参加中国工农红军。1931年加入中国共产主义青年团。1933年加入中国共产党。
曾任装甲兵第二坦克学校校长。1955年，授予中国人民解放军少将。